# Margonin
Margonin ist eine Stadt in Polen in der Woiwodschaft Großpolen. Sie ist Sitz der gleichnamigen Stadt-und-Land-Gemeinde mit 6452 Einwohnern (Stand 31. Dezember 2020).

## Geographische Lage

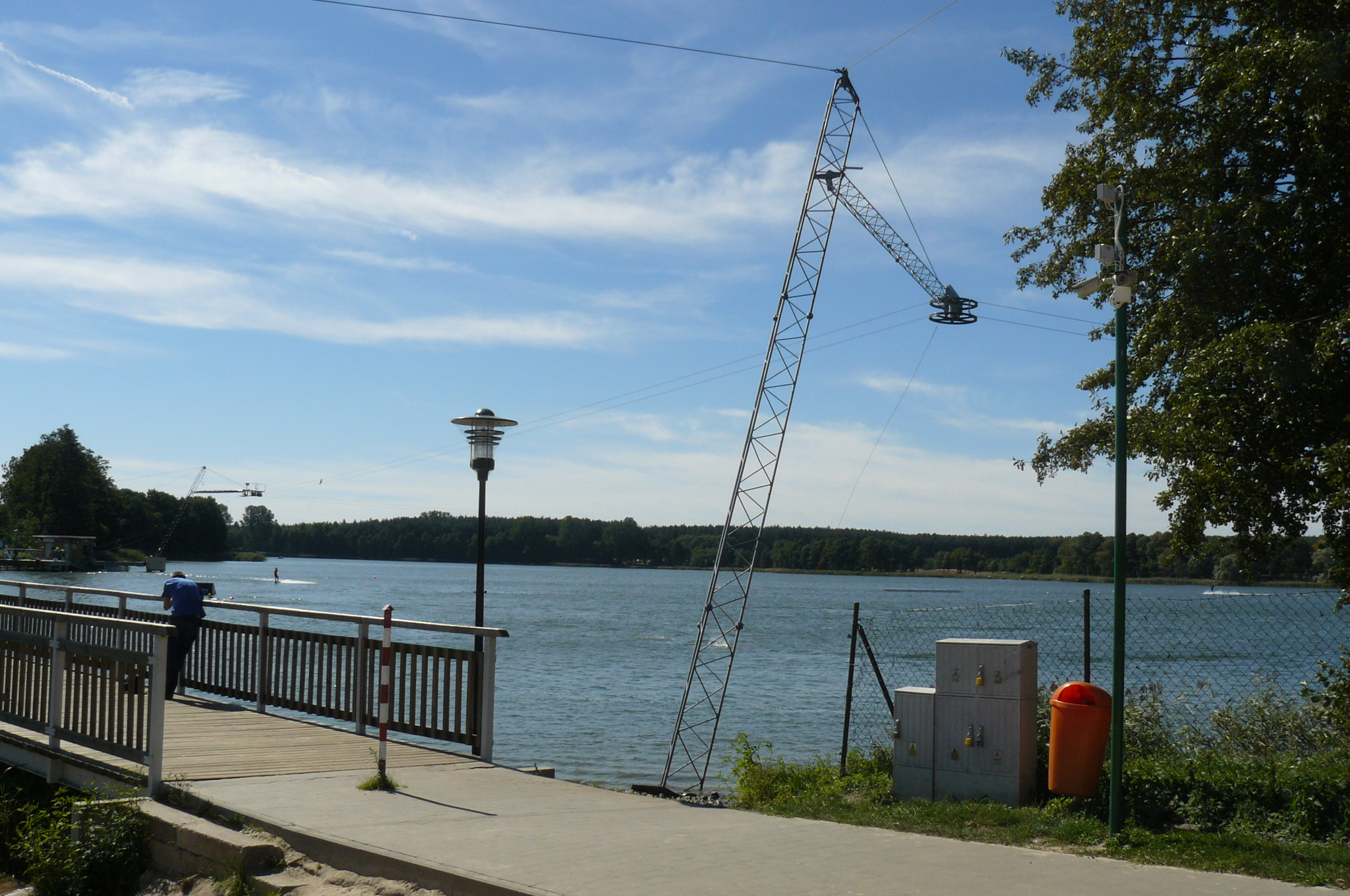
Margoniner See

Margonin liegt in der historischen  Region Großpolen, an einem gleichnamigen Fluss, der bei Szamocin (Samotschin) in die Netze mündet, und an einem See, etwa 65 Kilometer westlich von  Bydgoszcz (Bromberg) und 65 Kilometer nördlich der Stadt Posen.

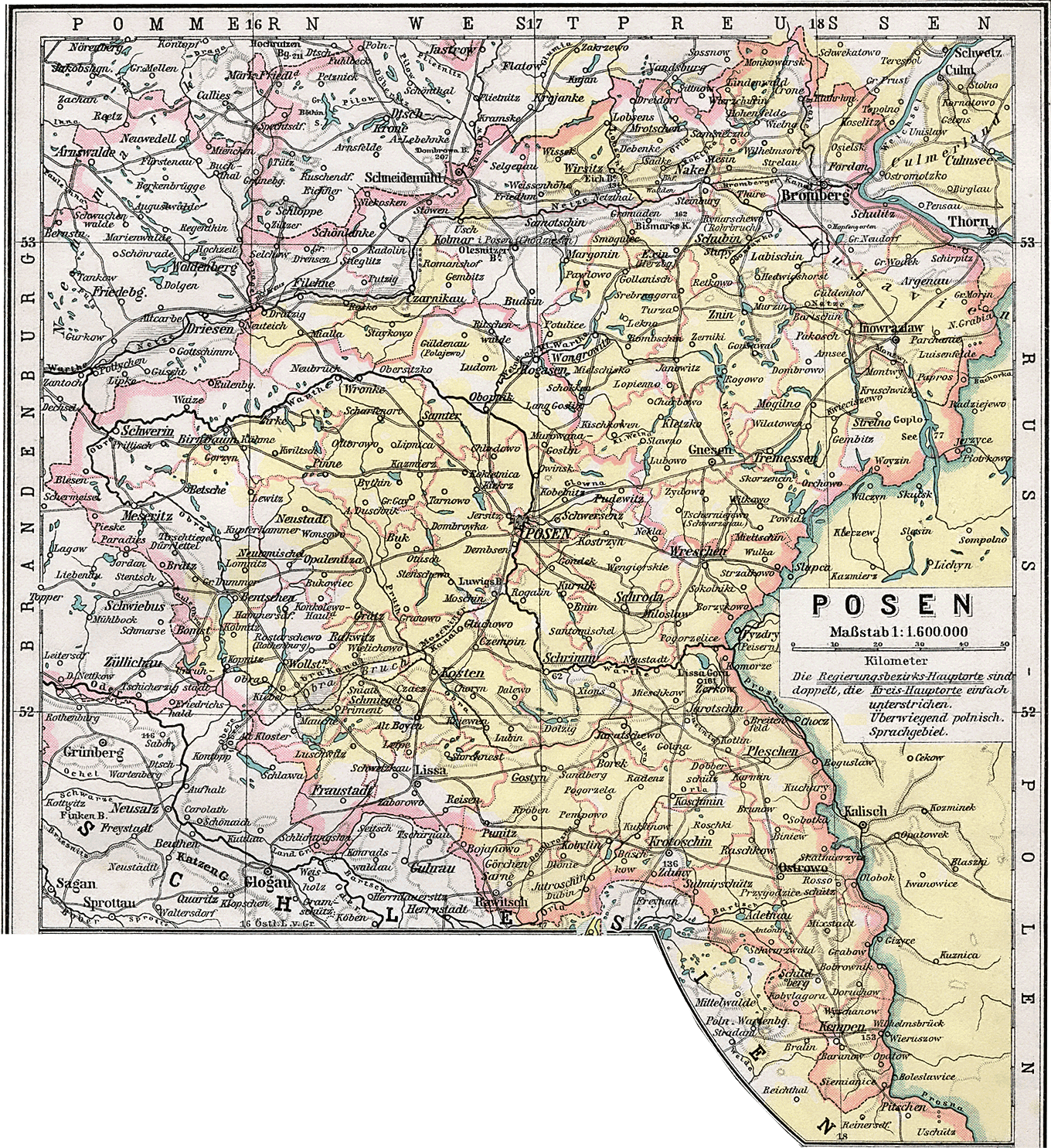
Margonin nördlich der Stadt Posen und südlich der Stadt Samotschin auf einer Landkarte der Provinz Posen von 1905 (gelb markierte Flächen kennzeichnen Gebiete mit seinerzeit mehrheitlich polnischsprachiger Bevölkerung)

## Geschichte

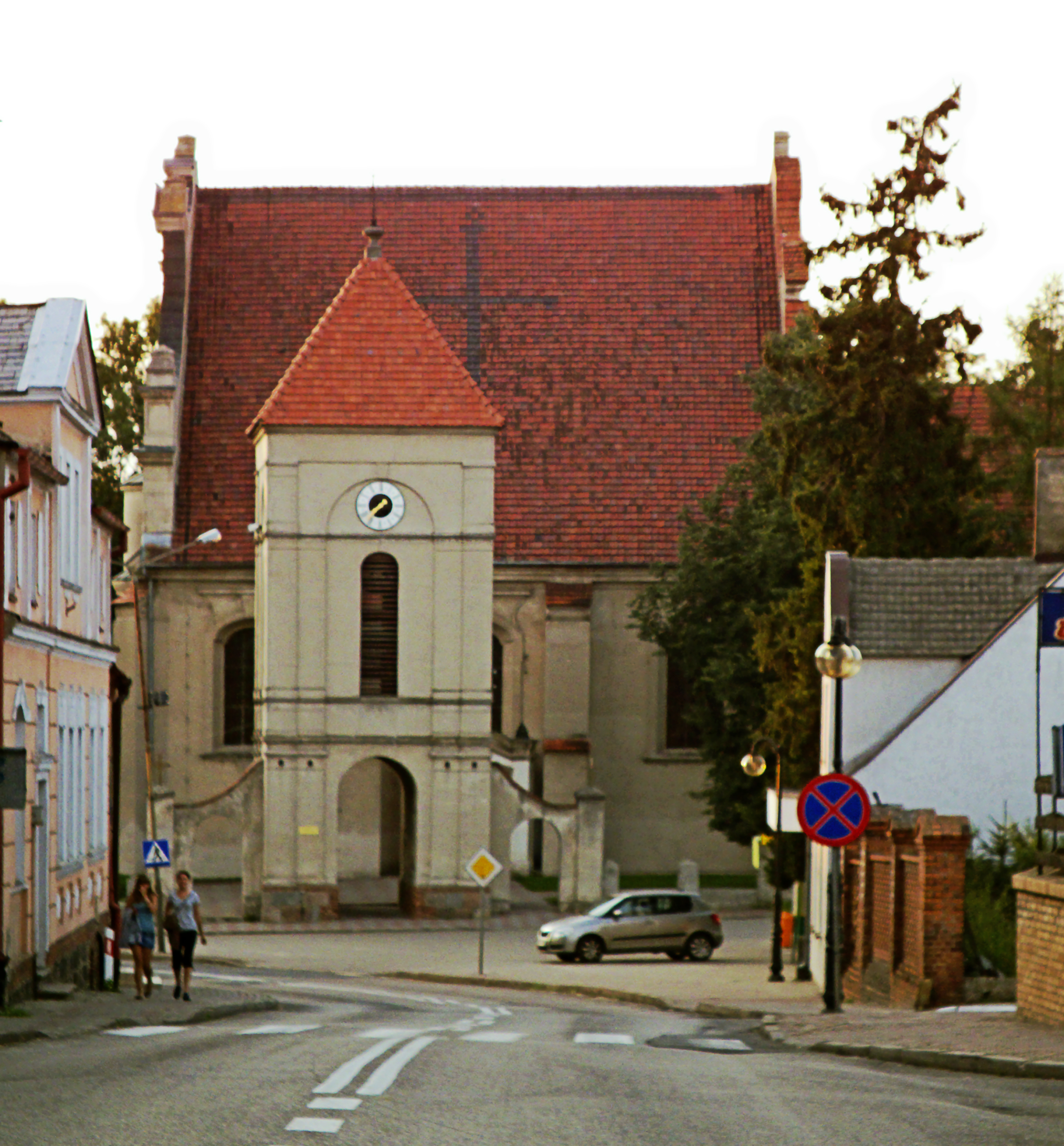
Kirche in Margonin

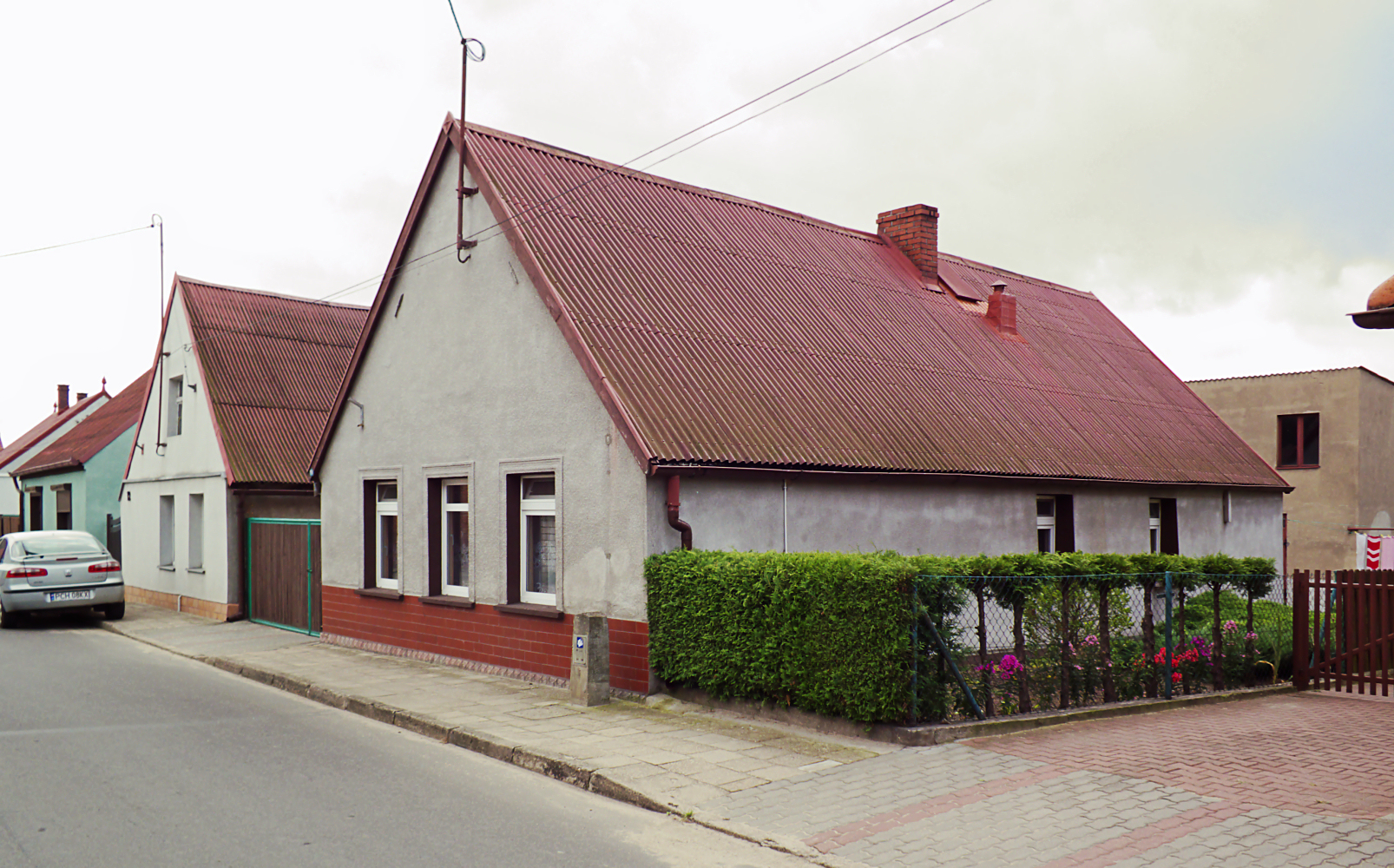
Häuserreihe in Margonin

Die erste urkundliche Erwähnung des Ortes stammt vom 15. Mai 1364, als der Erzbischof Jarosław Skotnicki von Gnesen und der Bischof von Posen Jan Doliwa sich darauf einigten, dass die Pfarrei Margonin zum Bistum Posen gehören sollte. 1383 wird ein Theodricus de Margonin genannt.
1402 erhielt Margonin das Stadtrecht. Während des Schwedisch-Polnischen Kriegs wurde die Stadt 1655 zerstört. Am 20. Juli 1696 wurde dem Ort erneut das Stadtrecht verliehen. 1725 wurde ein Waisenhaus errichtet. Bei einem Sturm wurde die Kirche 1737 schwer beschädigt und daher zwischen 1753 und 1755 wieder aufgebaut. Bei der Ersten Teilung Polens fiel die Stadt 1773 an Preußen. Sie gehörte damals dem Grafen Skorzewski, der in der Nähe, auf Schloss Margoninsdorf, saß. Die Grundherrschaft hatte die Gerichtsbarkeit und das Patronat sowohl über die katholische Kirche als auch über die 1775 auf einem in den See hineinragenden Hügel erbaute evangelische Kirche. 1783 bestand die Stadt aus 195 mit Schindeln gedeckten Häusern. Im 19. Jahrhundert befand sich der Bankier Lessing im Besitz der Gutsherrschaft.
Die Zeit der Zugehörigkeit zu Preußen wurde von 1807 bis 1815
unterbrochen von der Zugehörigkeit zum Herzogtum Warschau. Margonin gehörte dann bis 1919 zum Kreis Kolmar i. Posen.
1894 hatte die Stadt einen Bahnhof der Linie Posen – Neustettin der Preußischen Staatsbahn mit einer Güternebenstelle. Ab 1905 wurde die Stadt von Gaslaternen beleuchtet. 1908 erfolgte der Anschluss an die Eisenbahnstrecke Gollantsch (Gołańcz) – Kolmar (Chodzież).
Nach dem Ersten Weltkrieg musste Margonin 1920 aufgrund der Bestimmungen des Versailler Vertrags an Polen abgetreten werden.
Am 5. September 1939 wurde die Region von der deutschen Wehrmacht besetzt. Margonin wurde in den Reichsgau Wartheland, Regierungsbezirk Posen, eingegliedert. Gegen Ende des Zweiten Weltkriegs wurde Margonin am 22. Januar 1945 nach Kämpfen von der Roten Armee besetzt und wieder polnisch.
Bei einer Verwaltungsreform kam die Stadt 1975 zur neu gebildeten Woiwodschaft Piła. Diese wurde 1998 aufgelöst und die Stadt kam zur Woiwodschaft Großpolen.

### Demographie
| Jahr | Einwohnerzahl | Anmerkungen |
| ---- | ------------- | --- |
| 1783 | 1347          | in 195 Schindeldach-Häusern, darunter 222 Juden, die übrigen Einwohner etwa je zur Hälfte protestantische Deutsche und Polen                                                         |
| 1788 | 1257          | in 211 Häusern, darunter 232 Juden |
| 1802 | 1667          | davon etwa ein Drittel Juden |
| 1816 | 1649          | darunter 701 Evangelische, 565 Katholiken, 383 Juden; nach anderen Angaben 1712 Einwohner, davon 715 Evangelische, 592 Katholiken, 405 Juden                                         |
| 1821 | 1745          | in 183 Privatwohnhäusern |
| 1826 | 1900          | in 187 Privatwohnhäusern |
| 1837 | 1765          | in etwa 200 Häusern |
| 1843 | 1969          | [ 1 ] |
| 1858 | 2103          | [ 1 ] |
| 1861 | 2207          | [ 1 ] |
| 1867 | 2032          | am 3. Dezember |
| 1871 | 1943          | darunter 900 Evangelische, 750 Katholiken, 250 Juden (730 Polen); nach anderen Angaben 1943 Einwohner, darunter 933 Evangelische, 789 Katholiken, 221 Juden                          |
| 1885 | 1824          | darunter 779 Evangelische, 913 Katholiken, 132 Juden |
| 1905 | 1869          | [ 8 ] |
| 1910 | 2038          | am 1. Dezember, davon 1200 mit deutscher Muttersprache (849 Evangelische, 298 Katholiken, elf sonstige Christen und 42 Juden) und 821 mit polnischer Muttersprache (alle Katholiken) |

| Jahr | Einwohner | Anmerkungen |
| ---- | --------- | ----------- |
| 2014 | 3020      |             |
| 2019 | 2988      | im Juni     |

## Kultur und Sport

### Bauwerke

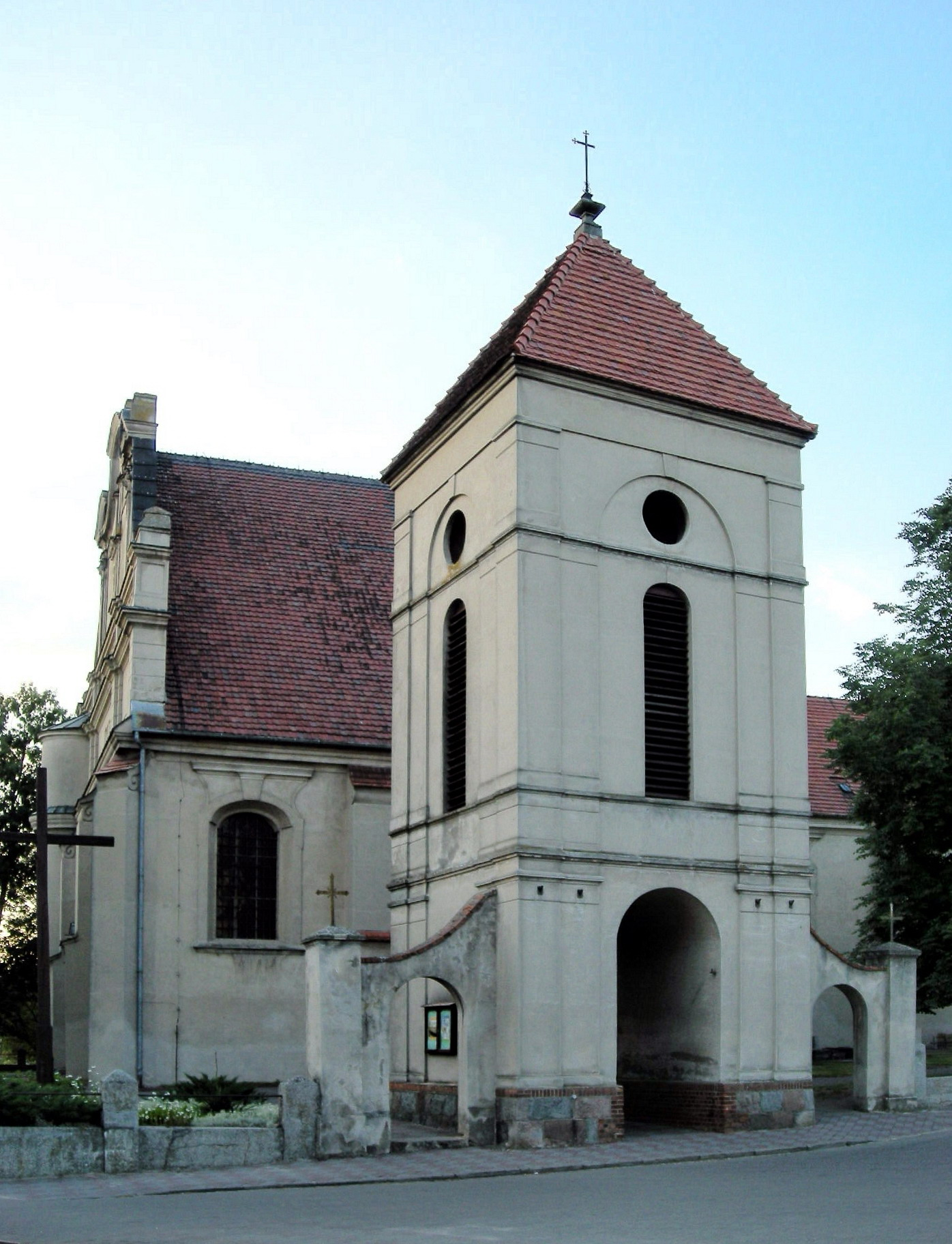
St.-Adalbert-Kirche (17. und 18. Jahrhundert)

- die Kirche des Adalbert von Prag (św. Wojciecha) aus dem 17. Jahrhundert, wiederaufgebaut 1753–1755
- der neogotische Palast, errichtet 1842–1852
- die Lindenallee, angelegt 1765
- der Marktplatz mit Bauten aus dem 19. Jahrhundert

### Sport
Es gibt den Fußballverein Klub Sportowy „Leśnik“ Margonin.

## Gemeinde
Zur Stadt-und-Land-Gemeinde (gmina miejsko-wiejska) Margonin gehören die Stadt selbst und 11 Dörfer mit Schulzenämtern.

## Verkehr
Die Stadt wird von den Woiwodschaftsstraßen 190 und 193 durchquert. Die Stadt Szamocin liegt etwa sieben Kilometer nördlich.
Der Flughafen Poznań-Ławica liegt etwa 65 Kilometer südlich von Margonin. Der Flughafen Bydgoszcz liegt etwa 60 Kilometer östlich von Margonin. Der nächsten Bahnhöfen sind in Chodzież, ca. 14 Kilometer westlich von Margonin, in Gołańcz, ca. 14 Kilometer östlich von Margonin und in Białośliwie, ca. 14 Kilometer nördlich von Margonin.

## Persönlichkeiten
- Adam z Wągrowca († 1629) Organist, Komponist und Mönch
- Simon Joel Arnheim (1802–1875), Fabrikbesitzer
- Joseph Schocken (1872–1934), Kaufhausbesitzer
- Simon Schocken (1874–1929), Kaufhausbesitzer
- Salman Schocken (1877–1959), Kaufhausbesitzer
- Elsbeth Borchart (1878–?), Schriftstellerin
- Johannes Radke (1853–1938), Architekt, Baubeamter und Beigeordneter in Düsseldorf
- Martin Hass (1883–1911), Historiker
- Isidor Aschheim (1891–1968), deutsch-israelischer Maler und Graphiker
- Victor Aronstein (1896–1945), Arzt
- Krystyna Miłobędzka (1932–2025), Dichterin